# 滝寺
滝寺（瀧寺）（たきじ）は徳島県三好市三野町加茂野宮にある真言宗御室派の仏教寺院。山号は万念山。新四国曼荼羅霊場六十七番札所、阿波西国三十三観音霊場二十九番札所。
ご詠歌：昔より　滝におさまる　観世音　誓いは今に　新たなりけり

## 概要
開創は天長年間（824年-833年）で、開山は空海、開基は小笠原長経とされる。阿波国守護の小笠原氏と、その後裔である三好氏代々の帰依により近世以前まで栄えた。本堂の裏手に戦国大名･三好長慶の分骨墓がある。
当山は空海修行の地と伝えられ、山内に竜神が祀られる落差20mの龍頭の滝（一の滝）や落差40mの金剛の滝（二の滝）がある。一帯は紅葉の名所として知られる。

## 文化財
- 木造聖観音立像 - 国の重要文化財、檜の一木造、古色、120.0cm、平安時代作、通称「目引観音」、1月29日のみ開帳される。

## 画像

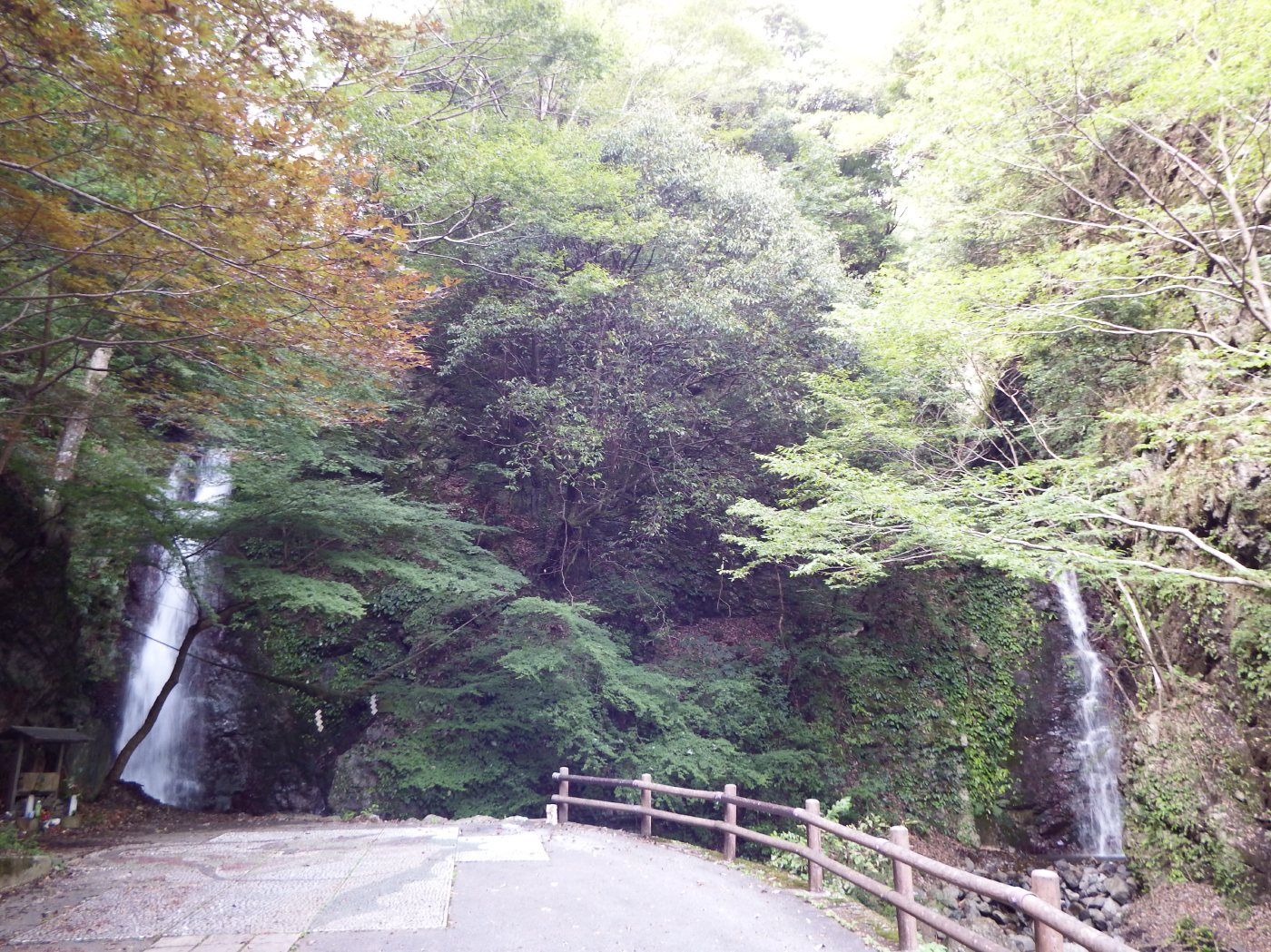
龍頭の滝の全景
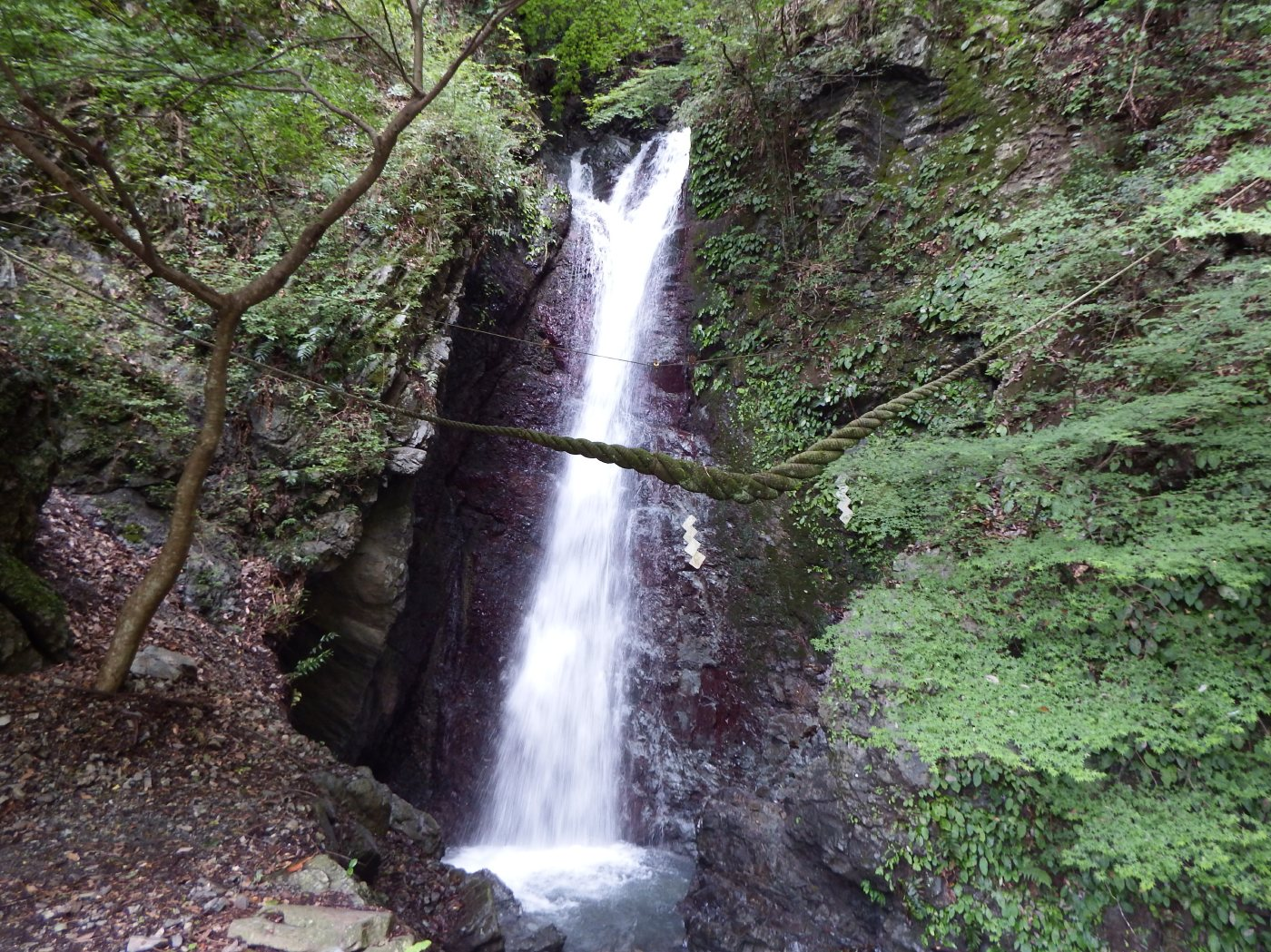
龍頭の滝
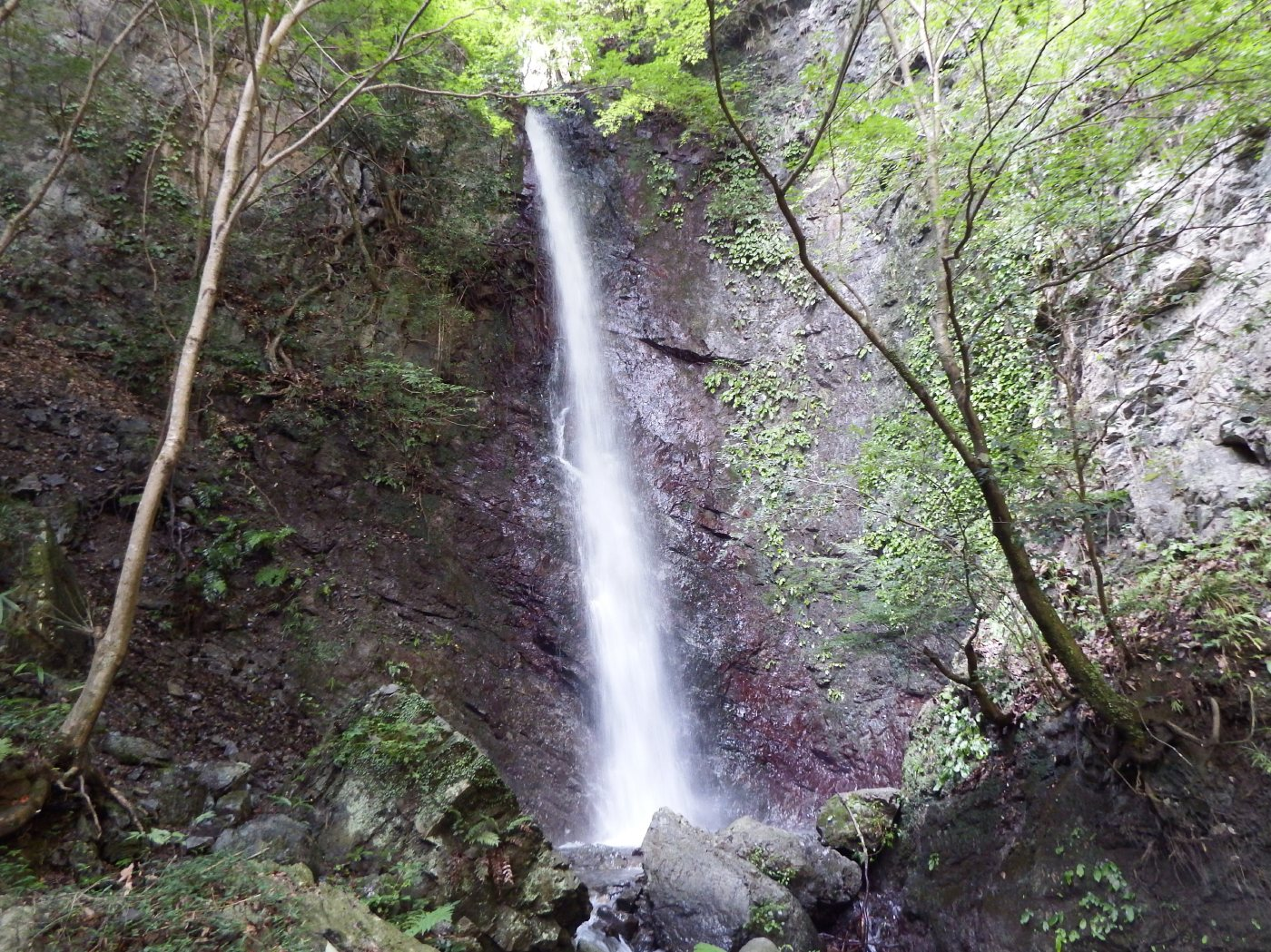
金剛の滝

## 所在地
〒771-2300 徳島県三好市三野町大字加茂野宮1796 

## 前後の札所
新四国曼荼羅霊場
66番 地福寺 ---- 67番 瀧寺 ---- 68番 願勝寺

## 交通案内
- 四国旅客鉄道（JR四国）徳島線 江口駅より車で10分。

## 周辺情報
- 龍頭の滝（一の滝） - 落差20m：紅葉期の人出が多い時以外は車で目前まで行ける。
- 金剛の滝（二の滝、紅葉の滝） - 落差40m：上記の滝から遊歩道を１０分も歩けば行ける。
- 紅葉温泉